# Saint-Gervais-sur-Couches
Saint-Gervais-sur-Couches is een gemeente in het Franse departement Saône-et-Loire (regio Bourgogne-Franche-Comté) en telt 199 inwoners (2005). De plaats maakt deel uit van het arrondissement Autun.

## Geografie
De oppervlakte van Saint-Gervais-sur-Couches bedraagt 19,9 km², de bevolkingsdichtheid is 10,0 inwoners per km².
De onderstaande kaart toont de ligging van Saint-Gervais-sur-Couches met de belangrijkste infrastructuur en aangrenzende gemeenten.

## Demografie
Onderstaande figuur toont het verloop van het inwonertal (bron: INSEE-tellingen).